# Napoleonova korunovace
Napoleonova korunovace, plným názvem Korunovace císaře Napoleona I. a korunování císařovny Josephiny v pařížské katedrále Notre-Dame dne 2. prosince 1804 (Sacre de l'empereur Napoléon Ier et couronnement de l'impératrice Joséphine dans la cathédrale Notre-Dame de Paris, le 2 décembre 1804) je obraz francouzského malíře Jacquese-Louise Davida, který zachycuje korunovaci Napoleona Bonaparta v pařížské katedrále Notre Dame za francouzského císaře. Obraz je součástí sbírek muzea Louvre v Paříži.

## Historie díla
Zhotovení díla nařídil Napoleon v září 1805 a David zahájil práce 21. prosince téhož roku v bývalé kapli koleje Cluny, kterou využíval jako ateliér. Zde mu pomáhal jeho žák Georges Rouget. Dílo bylo dokončeno v listopadu 1807. Od 7. února do 21. března 1808 byl obraz vystaven na Výročním malířském salonu. V roce 1810 byl přihlášen do umělecké o cenu desetiletí (prix décennaux). Obraz zůstal v majetku malíře Davida až do roku 1819, kdy jej odkázal královskému muzeu. Zde zůstal až do roku 1837 a poté byl z příkazu Ludvíka Filipa přemístěn na zámek Versailles. V roce 1889 byl přenesen do Louvru a ve Versailles byla umístěna kopie z roku 1807.

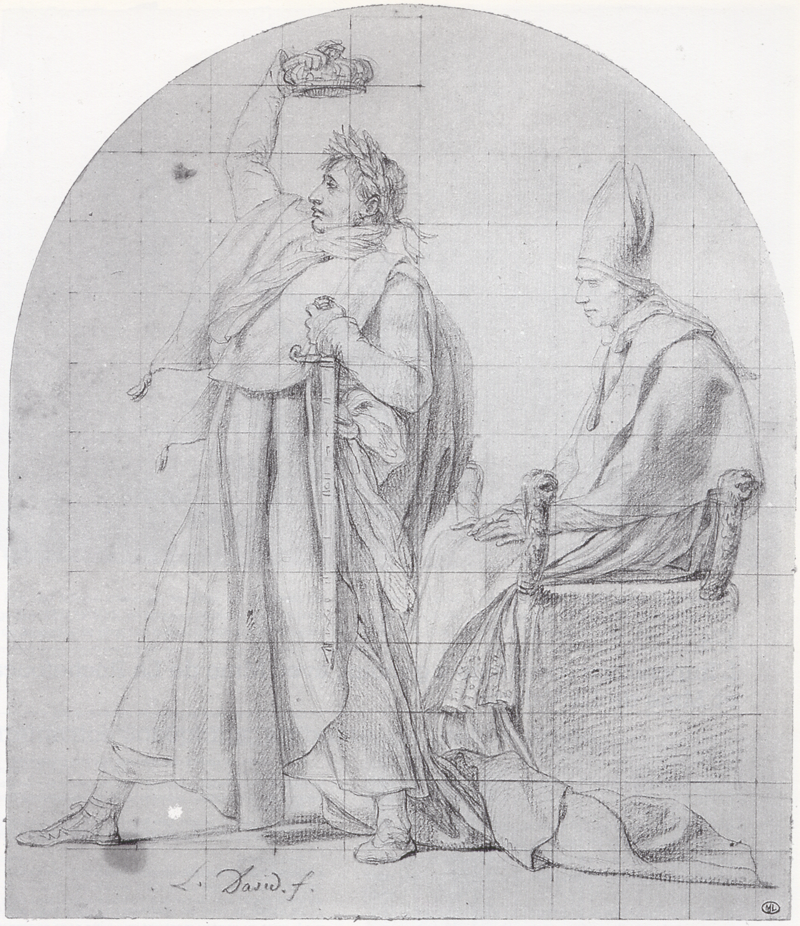
Davidův nerealizovaný návrh korunovace Napoleona sebou samým

## Kontext
Jacques-Louis David byl oficiálním malířem císařství. Napoleon jej pověřil vytvořit čtyři monumentální obrazy zachycující čtyři etapy ceremonie: uvedení do úřadu, korunovace, rozdílení orlů a příjezd na radnici.
Umění mělo sloužit Napoleonově propagandě, ukázat císařovu moc a zajistit ji také jeho následovníkům. Objednaná díla měla být vystavena v Napoleonově muzeu (dnešní Louvre).
Napoleon pravidelně navštěvoval Davidův ateliér a kontroloval průběh prací. Papež je na obraze znázorněn v sedě, aby byl mnohem menší než císař a přihlíží, jak Napoleon korunuje svou manželku. Podle první verze obrazu měl císař korunovat sám sebe. Malíř se snaží ukázat jednotu Francouzů shromážděných kolem císaře. Ve skutečnosti Bonapartovy sestry odmítly přidržovat Josephinin plášť.

## Popis
Obraz je protknut několika osami podle pravidel neoklasicismu. Jedna z hlavních os prochází prochází křížem a má vertikální orientaci. Všechny oči se zdají, že směřují k Napoleonovi, který je v centru kompozice. Úhlopříčná osa vede od papeže k císařovně.
Ceremonie se odehrála 2. prosince 1804 v pařížské katedrále Notre-Dame, ačkoliv korunovace francouzských králů se tradičně odehrávaly v remešské katedrále. Ve chvíli, kdy papež Pius VII. položil korunu na oltář, ji Napoleon uchopil a korunoval se sám. Manželka Joséphine přijala korunu přímo od něj a byla korunována jako francouzská císařovna, takže papež sedící vpravo jen pozdvihl ruku v žehnajícím gestu. Napoleon se tím záměrně odlišil od monarchistického protokolu udržovaného Bourbony. Nicméně předměty připomínající královské korunovační klenoty – koruna a žezlo – zůstaly. Císař byl posvěcen a stal se monarchou z Boží vůle, a bylo třeba ho ctít ve jménu Boha, jak to vyžadoval Císařský katechismus rozšířený 4. dubna 1806 ve všech francouzských kostelech. Výzdoba v antickém stylu, globus a vavřínový věnec ukazují na Napoleonovu fascinaci Římskou říší. Přítomnost vysokých hodnostářů a Bonapartovy rodiny ukazuje na podporovatele nového režimu. Těmi je nová císařská šlechta (oficiálně založena v roce 1808) povyšována do stavu na základě zásluh. Napoleon obnovil dvorskou etiketu a usídlil se v jednom ze sídel francouzských králů – v Tuileriích.
Historické osoby na plátně:

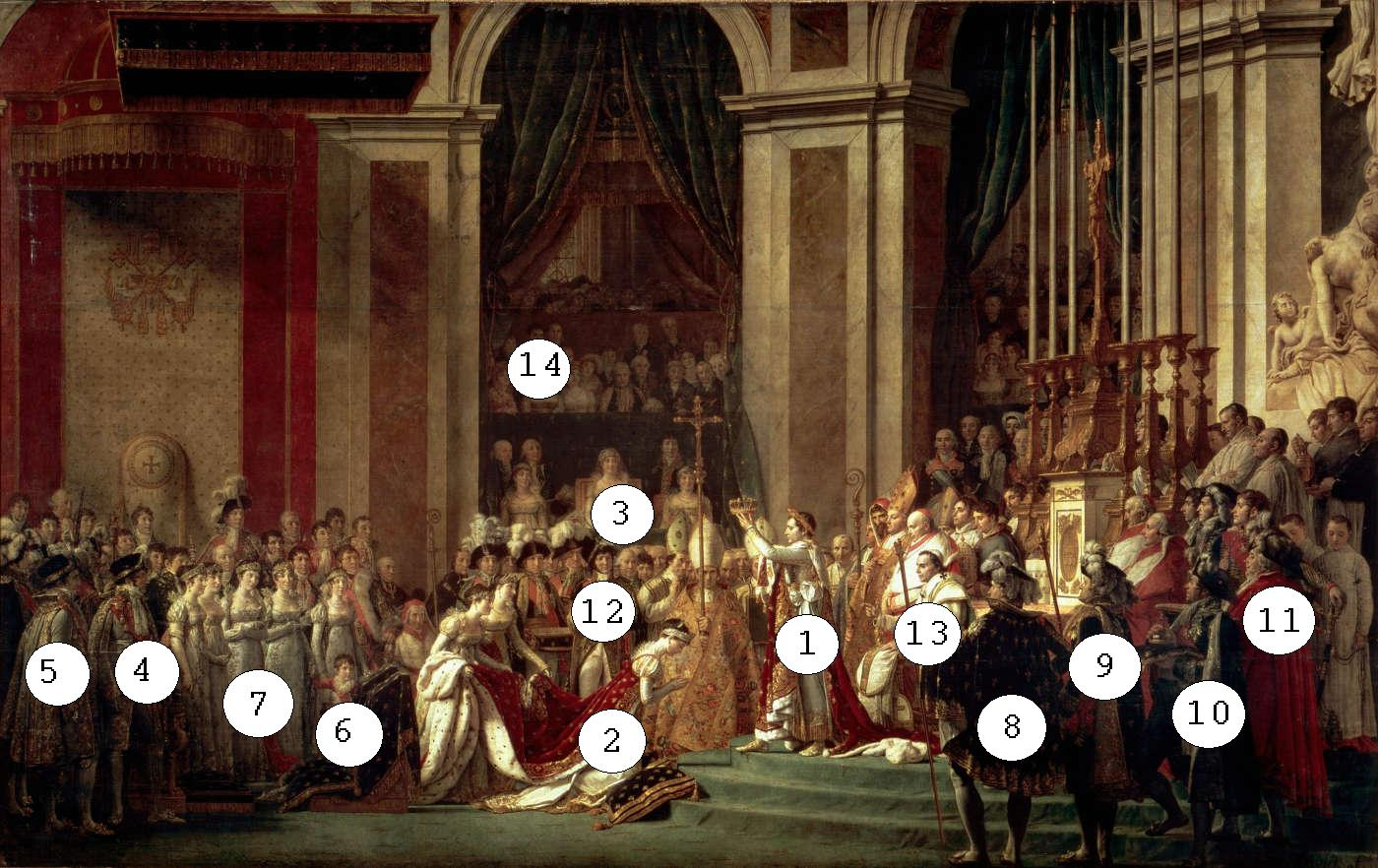
Vyznačení historických osobností na obraze

1. Napoleon I. stojící v centru dění, držící korunu,
2. Joséphine de Beauharnais: klečící, přijímá korunu z rukou svého manžela a nikoliv papeže. Její oděv byl nakreslen podle návrhů malíře Jeana-Françoise Bonyho,
3. Maria Letizia Ramolino: Napoleonova matka, kterou malíř umístil na čestnou tribunu. Ve skutečnosti se korunovace nezúčastnila na protest proti neshodám, které měl Napoleon se svým mladším bratrem Lucienem. Maria Letizia požádala malíře, aby ji umístil na čestné místo.
4. Ludvík Bonaparte, Napoleonův bratr,
5. Josef Bonaparte: Napoleonův nejstarší bratr,
6. Napoleon-Karel Bonaparte, syn Ludvíka Bonaparta a Hortense de Beauharnais,
7. Napoleonovy sestry Élisa, Pauline a Caroline,
8. Charles-François Lebrun: původně třetí konzul s Napoleonem a Cambacérèsem. Drží žezlo.
9. Jean-Jacques-Régis de Cambacérès: princ-arcikancléř císařství. Drží main de justice.
10. Louis-Alexandre Berthier: ministr války za Konzulátu, poté maršál císařství. Drží globus s křížem.
11. Charles Maurice de Talleyrand-Périgord: velkokomoří Francie,
12. Joachim Murat: maršál císařství, Napoleonův švagr a manžel Caroline Bonaparte,
13. Pius VII.: papež pouze žehná korunovaci. Je obklopen církevními hodnostáři jmenovanými Napoleonem po konkordátu. Aby nebyla ohrožena nová rovnováha mezi církví a státem, papež přijal chtě nechtě účast na korunovaci, což David na obrazu zachytil přítomností několika biskupy s mitrami, především pařížského arcibiskupa Jeana-Baptiste de Belloy držícího v ruce kříž. Papež sám je na obraze sotva vidět, jak sedí na svém trůnu za Napoleonem, jeho pravá ruka naznačuje gesto požehnání. Nemá mitru ani tiáru, na jeho papežskou hodnost odkazuje pouze bílé pallium na ramenou se šesti černými kříži, které je jedním z atributů suverenity metropolitů římské církve.
14. malíř Jacques-Louis David sám se vyobrazil na tribuně.